# Het martelaarschap van de apostel Andreas
Het martelaarschap van de apostel Andreas is een schilderij van José de Ribera uit 1628. Het is een vroeg hoogtepunt in het oeuvre van de schilder. Sinds 1871 maakt het deel uit van de collectie van het Museum voor Schone Kunsten in Boedapest. 

## Voorstelling
Andreas en zijn broer Petrus waren de eerste volgelingen van Christus. Volgens de overlevering bleef Andreas na Jezus' overlijden de christelijke boodschap verspreiden rond de Zwarte Zee. De Romeinse consul van Achaea veroordelde hem uiteindelijk tot de marteldood, vastgebonden aan het schuinkruis dat daarom tegenwoordig vaak  Andreaskruis wordt genoemd.
De invloed van Caravaggio, met wiens werk Ribera in Rome kennis had gemaakt, is onmiskenbaar in dit schilderij. Het heeft dezelfde diagonale opbouw als Caravaggio's De kruisiging van Petrus uit de Santa Maria del Popolo. Het felle realisme waarmee Ribera Andreas' uitgemergelde lichaam heeft weergegeven, steekt zijn voorbeeld zelfs naar de kroon. 
Het schilderij spreidt opvallend weinig wreedheid tentoon. Het felle licht dat op Andreas' lichaam schijnt, zorgt ervoor dat de apostel alle aandacht van de toeschouwer trekt. Alle andere figuren zijn grotendeels in schaduw gehuld. Een priester houdt een beeldje van Jupiter omhoog en geeft Andreas een laatste kans om tot inkeer te komen. Deze geeft hier niet aan toe en berust in de dood, die een verlossing is. Zelfs de beulen hebben geen kwaadaardige gezichtsuitdrukking en kijken eerder bezorgd.
Achter de kruisigingsscène is een treurende man te zien. Boven hem breekt de inktzwarte lucht open en is een stukje blauw zichtbaar. Een eerste vingerwijzing dat Ribera's palet in de jaren die zouden volgen, beduidend lichter werd. De bijzondere positie die het werk inneemt in het oeuvre van de schilder blijkt ook uit de vele kopieën die bekend zijn. Sommige daarvan stammen uit Ribera's werkplaats, andere zijn van later datum. Rond 1630 vervaardigde de schilder meer monumentale werken van apostelen, zoals Het martelaarschap van de apostel Bartolomeüs. Geen van die doeken haalt echter het uitzonderlijke niveau van de kruisiging van Andreas.

## Herkomst
- tot 1647: in bezit van Juan Alfonso Enríquez de Cabrera, Admiraal van Castilië uit het machtige Huis Enríquez.
- vanaf 1647: in bezit van zijn zoon Juan Gaspar Enríquez de Cabrera.
- geschonken aan het klooster van San Pascual in Madrid.
- rond 1816: na de Franse bezetting onder Napoleon komt het werk in handen van de schilder Andrés del Peral.
- rond 1818: verkocht aan de ambassadeur van Oostenrijk, Aloys von Kaunitz-Rietberg.
- 1820: gekocht door Nicolaas II Esterházy.
- 1833: na het overlijden van Nicolaas II blijft het schilderij in bezit van de familie Esterházy.
- 1871: het werk gaat deel uitmaken van de nationale kunstcollectie van Hongarije.

## Afbeeldingen

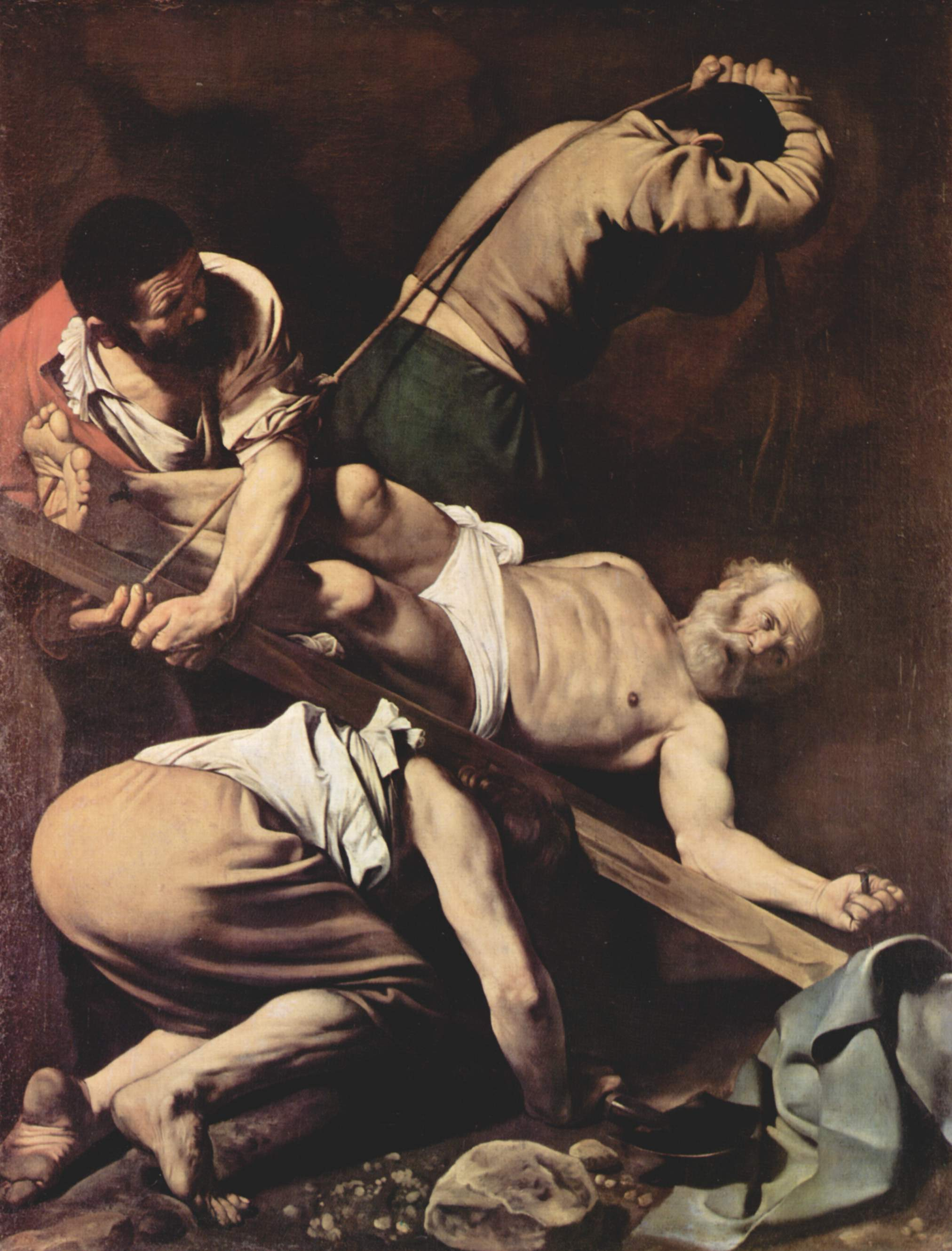
De kruisiging van Petrus - Caravaggio
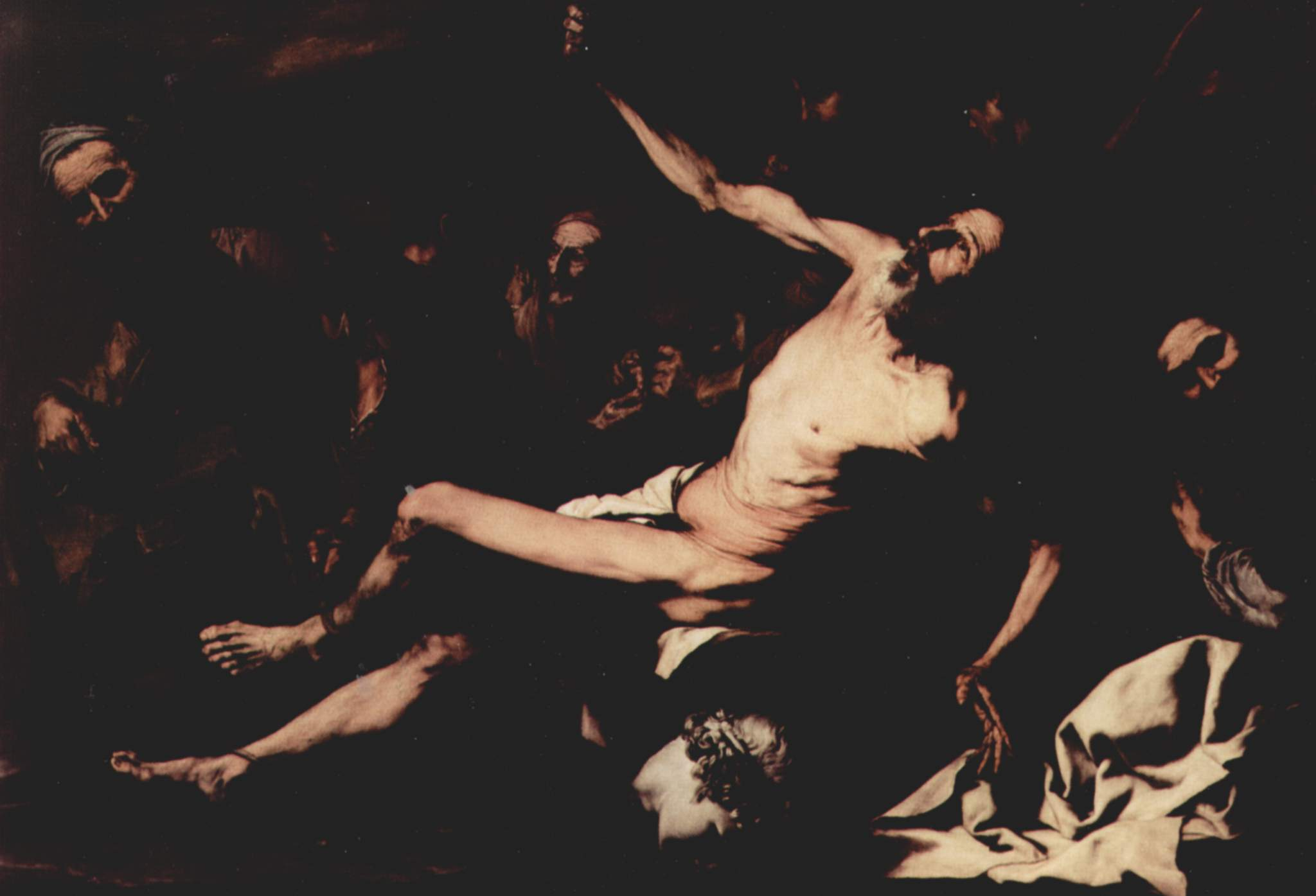
Het martelaarschap van de apostel Bartolomeüs (circa 1630)